# 内縁
内縁（ないえん）とは、社会一般においては夫婦としての実質をもちながらも、婚姻の届出を欠いているために法律上の夫婦と認められない関係をいう。
なお、講学上、婚姻事実関係一般について「事実婚」という概念が用いられることもあり、内縁の同義語・類義語としても用いられるが、講学上において「事実婚」という概念を用いる場合には、当事者間の主体的な意思に基づく選択により婚姻届を出さないまま共同生活を営む場合として概念づけて二つの概念が区別されることも多い（後述の#事実婚の問題を参照）。

## 内縁の法的位置
先述のように、内縁は社会一般においては夫婦としての実質がありながら、婚姻の届出を欠いているために法律上の夫婦と認められない関係を指す。明治民法は婚姻の成立について届出による届出婚主義を採用したが、旧慣との相違、また、明治民法の下では婚姻には戸主の同意が必要とされ、男性は30歳・女性は25歳に達するまで婚姻には親の同意を必要としていたこと、さらに推定家督相続人は他家へ入ることができないなど家制度に関わる制約から婚姻の届出がなされない場合を多く生じたとされる。
初期の判例・学説は内縁関係を何ら法律上の効果を生じない単なる男女関係とみていたとされる（大判明44・3・25民録17輯169頁）。
その後、判例は内縁関係について、将来において適法な婚姻をなすことを目的とする婚姻の予約であると構成し、この予約の不当な不履行は債務不履行責任が成立し損害賠償を請求しうるとした（内縁を婚姻の予約と構成しつつ不法行為責任については否定した判例として大連判大4・1・26民録21巻49頁。以後。契約上の責任を認めた判決として大判大8・3・21民録25輯492頁、大判昭6・2・20新聞3240号4頁など）。
しかし、このような法的構成は内縁関係を不当に破棄された者については保護しうるが、現に内縁関係にある者を保護や第三者との関係における問題解決の論理としては難がある。そこで、通説は内縁関係を婚姻に準じる準婚関係であるとみるようになった（いわゆる準婚理論）。その後、判例法理も内縁の不当破棄は不法行為責任を生じうるとして、この法理を採用するに至ったとされる（最判昭33・4・11民集12巻5号789頁）。
第二次世界大戦後の民法改正の過程においては、届出婚主義を改め儀式婚主義あるいは事実婚主義をとるべきとの主張もあったが、原則として両性の合意があれば届出によって自由に結婚できるようになり、また、届出婚主義が浸透したことなどから届出婚主義は維持されることとなった。内縁の実数の把握は容易ではないものの、一般には戦後減少傾向にあるとされ、また、質的にも法律的な要因による内縁から事実的・選択的な内縁への変化がみられるとされている。
先述の明治民法の下での家制度に関わる婚姻の制約が戦後の民法改正により無くなった今日、内縁関係が成立する場合としては、（1）婚姻障害が存在する場合（後述の重婚的内縁など）、（2）単に届出が遅れている場合（新婚旅行後に婚姻届が提出される場合など）、（3）当事者が意図的に届出を行っていない場合（後述の事実婚の問題）などに限られる。
現代型の内縁関係において従来の準婚理論がなお妥当するか否かについては様々な議論があり、重婚的内縁など婚姻障害が存在する場合に無条件に婚姻類似の効果を認めることは法の趣旨に反し妥当でなく、また、当事者が意図的に事実婚を選択している場合についても婚姻類似の効果を認めることは当事者の意思に反するとともに届出婚主義を害するのではないかとの指摘もある。
以上のような点などから今後の内縁の法的保護のあり方については議論がある。

## 内縁の要件
内縁関係は当事者の合意により事実上の夫婦としての生活関係が存在すれば成立する。判例によれば儀式は不要である（大判大8・6・11民録25輯1010頁）。内縁関係の成立には婚姻意思が必要と解されている。
以下のように婚姻障害が存在する者の間での内縁関係の成立については問題がある。
婚姻適齢との関係
判例は当事者において婚姻適齢の要件を満たさない場合にも内縁関係は成立しうるとする（大判大8・4・23民録25輯693頁）。
再婚禁止期間との関係
判例は当事者において再婚禁止期間の要件を満たさない場合にも内縁関係は成立しうるとする（大判昭6・11・27新聞3345号15頁）。
近親者間の婚姻の禁止との関係
近親者間の内縁関係については成立を否定する説と成立を肯定する説が対立する。 厚生労働省年金局は、否定の立場である。最高裁は2007年3月8日に一定条件下において三親等の傍系血族間の内縁関係について遺族年金受給権を認める判決が出ている（近親婚的内縁配偶者遺族年金訴訟）。
重婚の禁止との関係
重婚的内縁の効力については一夫一婦制との関係から特に難しい問題がある（重婚的内縁を参照）。

## 内縁の効果

### 法律婚との比較
内縁関係を準婚関係とみる多数説によれば、内縁には婚姻に関する諸規定が類推適用される。
身分的効果
同居・協力・扶助義務
内縁関係にも民法752条が類推適用される（東京控判昭7・3・29新聞3409号17頁）。
貞操義務
内縁関係にも貞操義務は認められる（大判大8・5・12民録25輯760頁）。ただし、内縁関係にある者が他の人と婚姻しても重婚とはならない。この場合には後述の有責者に対する損害賠償請求権の問題となる。
財産的効果
婚姻費用の分担
内縁関係における費用の分担については民法760条に準じる（最判昭33・4・11民集12巻5号789頁）
日常家事の連帯責任
内縁関係においても日常家事の連帯責任について定めた民法761条が準用される。
帰属不明財産の共有推定
内縁関係においても民法762条2項が準用される。
ただし、以下の夫婦間の法律効果については内縁関係については認められない。
夫婦の同氏
夫婦の氏は届出によって定まるものである以上、内縁関係においては同じ氏を称することとはならない（神戸家姫路支審昭44・3・22家月21巻11号156頁）。
成年擬制
成年の基準については客観的・画一的に扱うべきことから、婚姻による成年擬制（民法753条）は内縁関係には適用されない。
配偶者相続権
相続関係は画一的に処理されるべきであるなどの点から内縁関係において配偶者相続権は認められない（通説・判例）。ただし、相続人不存在の場合には特別縁故者として一定期間内に請求を行うことで財産分与が認められる（民法958条の2）。
姻族関係
内縁関係においては姻族関係は発生しない。
子の嫡出性
子は非嫡出子となるため、原則として親権者は母となり（民法818条1項）、その氏を称することになる（民法790条2項）。
ただし、父が認知した子は、その父母の婚姻によって嫡出子の身分を取得する（婚姻による準正。民法789条1項）。
なお、夫婦間の契約取消権（民法754条）については、これが内縁関係においても認められるか否かという点につき肯定説（多数説）と否定説（有力説）が対立する。

### 特別法上の扱い
- 事実上婚姻と同様の関係にある者につき社会保険・社会保障の受給資格を認める例
  - 厚生年金保険法3条2項
  - 健康保険法3条7項1号・3号
  - 船員保険法2条9項1号・3号
  - 労働基準法79条・労働基準法施行規則42条1項
  - 労働者災害補償保険法16条の2第1項
  - 国家公務員災害補償法16条1項
- 事実上婚姻関係と同様の事情に入った場合につき再婚と同視して受給資格が停止される例
  - 恩給法80条2項
  - 戦傷病者戦没者遺族等援護法31条1項5号
- その他
  - 公営住宅の入居者資格（公営住宅法23条）

### 刑法上の扱い

#### 親族相盗例
内縁関係にある者について刑法244条1項の親族に含まれるか否かについて学説には肯定説と否定説があるが、内縁関係の実態は多様であり、親族相盗例の適用範囲を明確にすべきことから否定説が多数説・判例（最判平18・8・30刑集60巻6号479頁）となっている。

#### 重婚罪
重婚罪（刑法184条）の主体は配偶者のある者及び相手方となって婚姻した者であるが、同条にいう「配偶者のある者」は法律上の婚姻関係（法律婚）のある者を指し内縁関係にある者は除かれる（通説）。事実上の婚姻関係にまで拡張すると処罰範囲が曖昧になるためである。

## 内縁の解消
内縁関係は当事者の死亡、当事者間の合意、事実上の共同生活の終了により消滅する。
配偶者相続権
先述の通り内縁関係には配偶者相続権は認められないが、相続人不存在の場合には特別縁故者として一定期間内に請求を行うことで財産分与が認められる（民法958条の2）。
財産分与請求権
内縁の解消においては民法768条が類推適用される（最決平12・3・10民集54巻3号1040頁傍論）。ただし、死亡による解消の場合には類推適用はない（通説・判例。最決平12・3・10民集54巻3号1040頁）。
有責者に対する損害賠償請求権
内縁関係が当事者の一方による正当な理由なき破棄によって解消される場合には相手方は損害賠償を請求しうる。内縁関係を不当に破綻させた第三者も不法行為責任を負う（最判昭38・2・1民集17巻1号160頁）。

## 重婚的内縁
法律上の配偶者のある者が他の者と内縁関係にある場合を重婚的内縁という。先述のように重婚的内縁の効力については一夫一婦制との関係から特に難しい問題がある。
重婚的内縁の法律関係については、公序良俗違反とする無効説、一定の判断基準をもとに成否を考慮する相対的無効説（相対的有効説）、準婚として保護を与えるべきとする有効説が対立する。
かつて判例は重婚的内縁に否定的であった（大判大9・5・28民録26輯773頁）。しかし、今日、判例においては内縁関係と競合している法律婚の実体が事実上の破綻状態にあるか否かという点を基準として、重婚的内縁にも内縁に準じた効果を認めるべきか否かを判断しようとする傾向にあるとされる。

## 事実婚の問題

### 概念
「事実婚」は広い意味では「内縁」の同義語・類義語としても用いられるが、講学上は夫婦別姓の実践や家意識への抵抗などを理由に当事者間の主体的・意図的な選択によって婚姻届を出さないまま共同生活を営む場合を「事実婚」として概念づけられる場合が多い。
「自由結合（union libre）」と呼ばれることもある。また、「選択的事実婚」、「自発的内縁」、「主義としての内縁」などと呼ばれることもある。

### 法的扱い
事実婚の法的な扱いをめぐっては、日本国憲法第13条（幸福追求権）を根拠としてこのような生活形態を選択する自由を確保する必要があるとして通常の内縁と同様の保護を図るべきとするライフスタイル論と、当事者が婚姻による法制度上の効果を望んでいない以上は婚姻類似の効果を認めるべきでないとする婚姻保護論の対立など問題がある。

### 実際の不利益
事実婚を実際に行うにあたっては、様々な不利益や問題がある。まず、子どもがいる場合はどちらかしか親権を持てない（共同親権が持てない）。また、子どもを認知したとしても戸籍には子の立場として婚外子（非嫡出子）と記載される。また、自分が死んだ際に相手に相続権がないため、遺贈するための遺言を残す必要がある。さらには、家族の手術のサインができない場合や、入院家族の病状説明を断られる場合がある。また、生命保険の受取人や住宅ローンの連帯保証人になりにくい。さらに、法律婚の場合と比較して、経済的な不利益を逃れられない。具体的には、税金の配偶者控除が受けられない。医療費控除の夫婦合算ができない。不妊助成が受けられない。クレジットカードやマイレージ、携帯電話契約等の家族会員・家族割等の適用などが難しい場合がある。会社からの家族手当等の受給がされない場合がある、など。また他にも、仮に夫婦間問題が起こった場合も法律的には結婚していないので結婚していれば可能な損害賠償を請求できない場合がある、など様々な問題が挙げられる。
これらの問題のために選択的夫婦別姓制度を求める声がある。